# 杨先敏
杨先敏（1911年—1994年），男，四川重庆人，中国固体物理学家，曾任长春光学精密机械学院教授。